# Cadurciella
Cadurciella is een geslacht van vliegen (Brachycera) uit de familie van de sluipvliegen (Tachinidae). De wetenschappelijke naam van het geslacht is voor het eerst gepubliceerd in 1927 door Joseph Villeneuve de Janti.

## Soorten
- Cadurciella rufipalpis Villeneuve, 1927
- Cadurciella tritaeniata (Rondani, 1859)
- Cadurciella uniseta (Curran, 1933)